# Mário Homem de Mello
Mário Homem de Mello (Rio de Janeiro, 15 de dezembro de 1894 — Rio de Janeiro, 11 de junho de 1952) foi um professor e farmacêutico, e também foi prefeito de Corumbá no Mato Grosso do Sul e de Boa Vista, em Roraima.

## Histórico político
Foi convidado para ir à cidade de Boa Vista, no Território Federal do Rio Branco (atualmente o Estado de Roraima), pelo Capitão Ene Garcez dos Reis (governador, até então) para participar de sua equipe.
Em 20 de junho de 1944 foi nomeado como o primeiro prefeito da cidade, por ter realizado bons trabalhos de administração no Rio de Janeiro e ter experiência com fronteiras.
Durante seu tempo na prefeitura realizou grandes obras e foi considerado por muitos como um bom administrador.
Ajudara a por em prática o "Plano Quinquenal Territorial" e participou do plano "Diretor de Boa Vista". Realizou diversas obras no âmbito educacional.
Em fevereiro de 1945, mudou a sede da prefeitura para a Rua José Coelho. Foi presidente e diretor da Circunscrição de Recrutamento Militar em Boa Vista e alistou os primeiros roraimenses.
Em 6 de fevereiro de 1945, viajou para o Rio de Janeiro, a então capital do Brasil por motivos de saúde.
No dia 17 de março de 1945, por causa da sua doença, pediu ao governador Ene Garcez a sua demissão do cargo de prefeito da cidade de Boa Vista.